# Knud Pheiffer
Knud Koch Pheiffer (14. januar 1909 i Odense – 4. juli 1961 på Frederiksberg) var en dansk skuespiller, teaterinstruktør, teaterdirektør, sangskriver, komponist, visesanger og tekstforfatter.
Pheiffer begyndte sin karriere indenfor teaterverdenen som regissør og skuespilelev på Casino Teatret. Han blev i 1936 elev hos Ludvig Brandstrup på Fønix Teatret. Som skuespiller debuterede han som Grev Gert i Ridderen af Randers Bro, mens han som tekstforfatter debuterede med radiokabareten Vi Unge i 1942 og skabte i 1946 den første i en række af Pheiffer-revyer.
Knud Pfeiffer indskrev visen "Lille Peter Edderkop", som de fleste danske børn kender og elsker, i en tekst om at møde modgang med gåpåmod.
Pheiffer var fra 1949 til 1951 gift med skuespillerinden Grethe Thordahl. Tidligere var han gift med Tove Steines. I 1959 blev han gift med Jytte Breuning.
Han er begravet på Søndermark Kirkegård på Frederiksberg.